# „Over the beach“-Fähigkeit

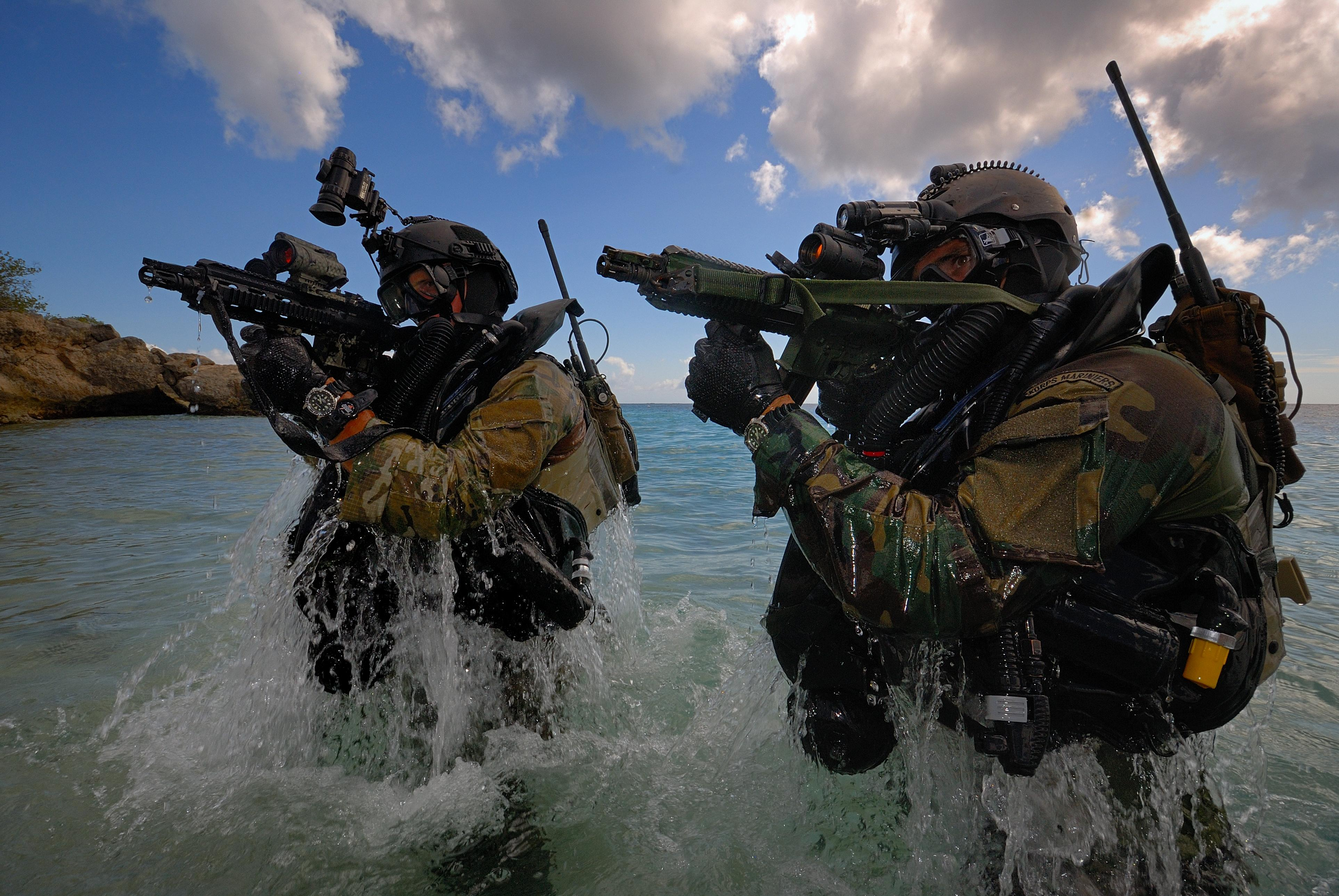
Niederländische Kampfschwimmer tauchen kampfbereit aus dem Wasser auf.

Die „Over the beach“-Fähigkeit (deutsch: „über den Strand“) ist ein Konstruktionsmerkmal bei Schusswaffen, das es ermöglicht, diese abzufeuern, obwohl sie sich kurz zuvor im Wasser befunden haben.
Gewöhnliche Schusswaffen sollten nicht abgeschossen werden, wenn Wasser in diese eingedrungen ist. Im günstigsten Fall kommt es zu Ladehemmungen, weil das Wasser die Bewegung der Verschlussteile hemmt. Es kann aber auch zu Schäden an der Waffe kommen, bis hin zum Zerreißen, das den Schützen gefährdet. Schusswaffen mit einer „Over the beach“-Fähigkeit sind hingegen so ausgelegt, dass das Wasser über Bohrungen schnell abläuft, sobald diese aus dem Wasser gehalten werden.
Die „Over the beach“-Fähigkeit wurde Anfang der 2000er-Jahre von Heckler & Koch für die United States Navy SEALs entwickelt. Bekannt geworden ist diese Eigenschaft im Patentstreit zwischen Heckler & Koch und C. G. Haenel bei der Ausschreibung der Bundeswehr zur Nachfolge des HK G36.